# 德令哈站
德令哈站，位于中华人民共和国青海省海西蒙古族藏族自治州德令哈市，是青藏铁路上的火车站，舊址建于1979年，由青藏铁路公司管辖。2022年7月10日，青藏铁路西格段提质工程德令哈站站房改扩建项目正式开工建设。改扩建工程包括对既有站房加固改造装修、落客平台铺面及站台雨棚重新整修、增设楼扶梯设施等。
德令哈站改扩建后为工程全线最大站房，站台规模为2台7线，总建筑面积由原来的4783平方米改扩建至10636平方米。

## 車站周邊
- 青海日晶光电产业园
- 巴音河
- 德令哈市创业园
- 德令哈玉之缘商务酒店
- 德令哈植物园
- 德令哈天文科普馆
- 德令哈森元巴音河酒店
- 甘南村希望小学
- 德令哈东方凯悦大酒店
- 青藏高原中藏药高科技研究所

## 歷史
- 舊址建于1979年。

## 外部連結
- 中国铁路客户服务中心 （页面存档备份，存于）